# ビル・アトキンソン
ウィリアム・ダナ・アトキンソン（William Dana Atkinson、1951年3月17日 - 2025年6月5日）は、アメリカ合衆国のソフトウェアエンジニア、自然写真家である。1978年から1990年までApple Computerに在籍した。アトキンソンのコンピュータ分野における主な功績には、QuickDraw（円を高速に描画する中間点円アルゴリズムを独自に発見）、MacPaint、HyperCardなどの開発や、マーチング・アンツ、ダブルクリック、メニューバー／プルダウンメニュー、投げ縄ツール、アトキンソン・ディザリングなどの発案がある。

## 若年期と教育
アトキンソンは1951年3月17日にアイオワ州オタムワで生まれた。カリフォルニア大学サンディエゴ校で学士号を取得したが、同学で教えを受けた教授の中に、後にMacintoshの開発に関わるジェフ・ラスキンもいた。その後ワシントン大学大学院に進学し、神経化学の研究をした。

## Apple
大学院在学中、アトキンソンは、かつての師でApple Computerに入社していたラスキンの招きで同社を訪問した。スティーブ・ジョブズの説得を受けてアトキンソンはApple Computerに51番目の社員として入社し、PhDは取得しなかった。アトキンソンはLisaのGUIのメインの設計・開発担当者となり、その後、Macintosh 128K開発チームの最初の30人の一人となった。MacPaintの開発者でもあり、また、LisaとMacintoshの画像描画APIであるQuickDrawを設計・実装した。QuickDrawはMacintoshのGUIの成功に不可欠なものであり、アトキンソンはLisaとMacintoshのユーザインタフェースの主要な設計者でもあった。アトキンソンは、初期の画期的なハイパーメディアシステムであるHyperCardの概念を考案し、それを設計・実装した。HyperCardにより、プログラミングやデータベース構築がプログラマでなくてもできるようになった。Apple II時代にはUCSD PascalのApple版なども担当した。
これらの功績により、アトキンソンは1994年に電子フロンティア財団(EFF)のEFFパイオニア賞を受賞した。

## Apple退社後
1990年、アトキンソンはAppleの同僚であるマーク・ポラット、アンディ・ハーツフェルドらとともにGeneral Magicを創業した。この会社はMagic Capというエージェント技術を中心としたOSを開発するものだったが、2002年に解散した。
2007年、アトキンソンは、人工知能の開発を行うスタートアップ企業であるヌメンタ(Numenta)で働き始めた。

## 写真家
アトキンソンは自然写真家としても活動するようになり、主に切り出して磨いた石の接写写真を撮影していた。2004年、石の接写写真の写真集である"WITHIN THE STONE"を出版した。この写真集は、アトキンソン自身が開発に参加した、一般的な四色分解の印刷機を用いて高品質で印刷するためのカラーマネジメントパイプライン技術により実現された。
またアトキンソンは、デジタル画像にメッセージを添えたポストカードを作成して、郵便やメールで送ることができるiPhone用のアプリケーション「Bill Atkinson PhotoCard」を開発した。

## 私生活
アトキンソンは生涯で3度結婚した。2人の実子の娘のほか、結婚相手の連れ子で養子にした娘と息子が1人ずついる。
2025年6月5日、膵臓がんのためカリフォルニア州ポートラバレーの自宅で死去した。74歳だった。

## 大衆文化において
スティーブ・ジョブズの生涯を描いた2013年の映画『スティーブ・ジョブズ』において、ネルソン・フランクリンがアトキンソンの役を演じた。この映画についてアトキンソンは、この映画は見ていないと述べた上で、「Apple Computerとスティーブ・ジョブズについてはファン・フィクションがたくさんあると思うが、これは今までのファン・フィクションの中でも最も大きくてけばけばしい(flashiest)ものだと思う」と述べた。

## 著書
- ビル・アトキンソン『WITHIN THE STONE』帆風（訳）、帆風、2004年。ISBN 9784948759596。